# Batalla de la Gorja d'en Helm
La batalla de la Gorja d'en Helm és una batalla fictícia de la Guerra de l'Anell narrada a la novel·la d'El Senyor dels Anells, de l'escriptor britànic J.R.R. Tolkien. En aquesta batalla s'enfronten les forces de Ròhan i les d'Ísengard.

## Història
Durant la Guerra de l'Anell els homes de Ròhan van protegir-se a la Gorja d'en Helm del setge de l'exèrcit d'en Sàruman el Blanc, l'Istari renegat, format per enormes forces, més de 10.000 Uruk-Ha, orcs, semiorcs i huargs. L'objectiu de les forces d'Ísengard era anihilar totalment el poble de Ròhan d'un sol cop, i deixar Góndor sense cap aliat possible davant les legions d'en Sàuron. Alguns herois coneguts d'aquesta batalla són l'Àragorn, en Légolas i en Guimli, a més d'en Théoden, rei de Ròhan, i l'Éomer, el seu nebot i hereu al tron.
La victòria, tot i comptar els atacants amb efectius molt superiors, va produir-se per la combinació de tres factors: 
- L'excel·lent defensa que proporcionava la fortalesa, combinada amb les heroïcitats personals d'alguns defensors.
- L'arribada d'en Gàndalf el Blanc i d'en Erkenbrand amb un exèrcit de reforç reclutat entre els homes dispersos per tot l'oest de Ròhan.
- L'entrada en escena dels ucorns, misterioses criatures sobre les quals hom no en sap gaire, mig ent mig arbre normal. Els ucorns són molt hostils, i s'havien despertat per lluitar contra en Sàruman. Un enorme bosc ucorn va aparèixer a Vilacorn després d'una nit de setge, eliminant-ne tots els orcs i homes que s'hi apropaven.

La derrota d'Ísengard va suposar una gran victòria per als pobles lliures sobre l'aliat més important d'en Sàuron en aquells moments. També va provocar que Mórdor declarés la guerra obertament a la Terra Mitjana. Se'n pot dir que és una de les batalles més grans i importants de la Guerra de l'Anell juntament amb la batalla dels Camps de Pelènnor. Les baixes de l'exèrcit d'Ísengard van ser pràcticament totals, tot i que Ròhan també va perdre-hi una quantitat considerable de guerrers.

## Adaptacions
En la pel·lícula de Peter Jackson a més a més hi arriben els elfs des de Lothlórien enviats per demanda de n'Élrond, quelcom que no apareix en el llibre original de Tolkien, ja que seria força difícil a causa del camí, que era llarg i probablement hostil abans d'arribar a la batalla. Aleshores, a més a més, els elfs abandonaven la Terra Mitjana, i tret d'unes poques excepcions, no van prendre part en la guerra contra en Sàuron i en Sàruman.